# 聯合國大會第1761號決議
聯合國大會第1761號決議（United Nations General Assembly Resolution 1761）是联合国大会于1962年所通過的一個決議，特別針對南非政府的種族隔離政策。